# کمیته مرکزی حزب کمونیست اتحاد شوروی

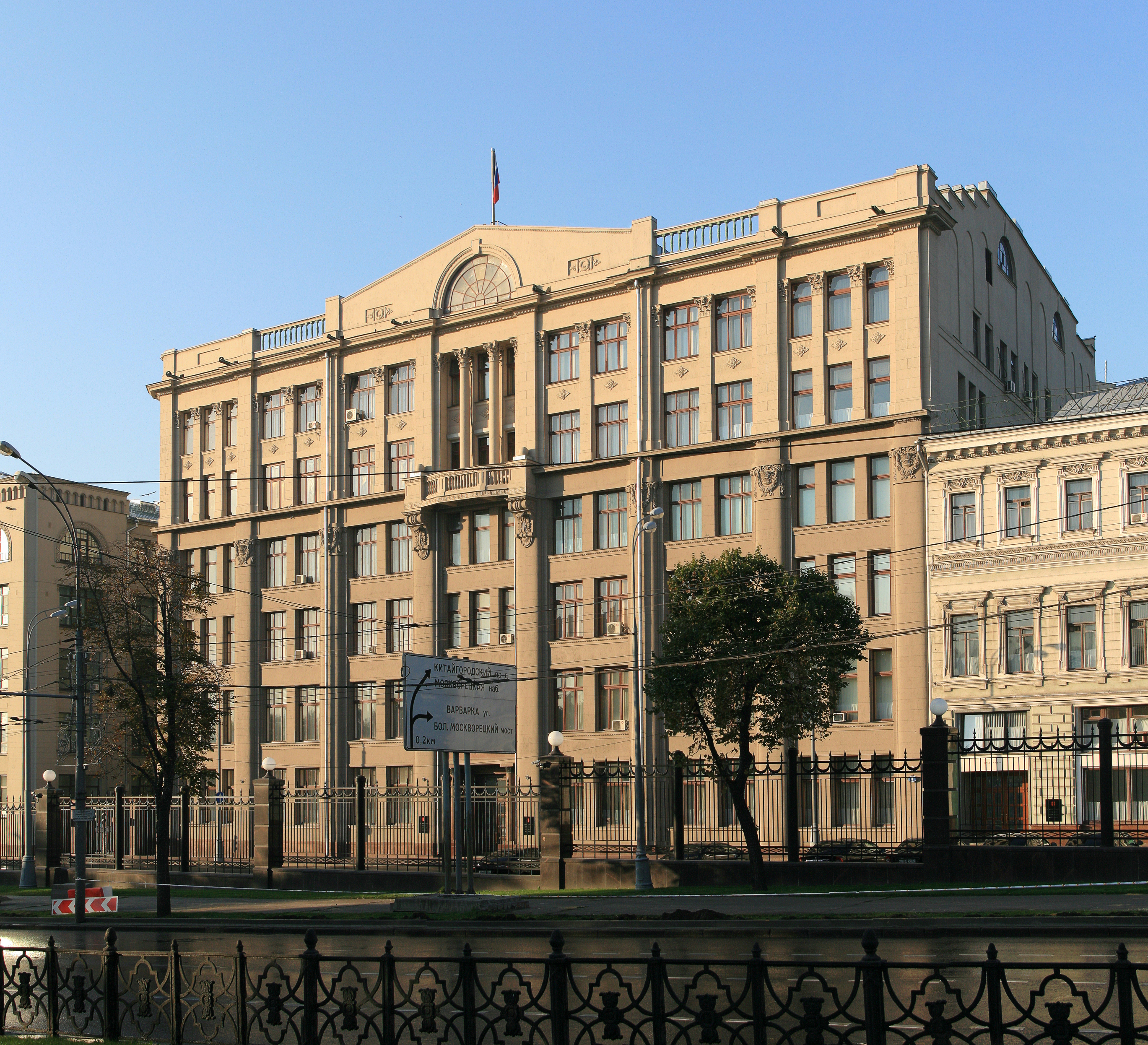
ساختمان کمیته مرکزی حزب کمونیست اتحاد شوروی، مسکو

کمیته مرکزی حزب کمونیست اتحاد شوروی که از ۱۹۵۲ تا ۱۹۶۶ به عنوان هیئت رئیسه شناخته می‌شد، نهاد اصلی قانون‌گذاری و سیاست‌گذاری حزب کمونیست اتحاد شوروی بود. این نهاد از بالاترین اعضای کمیته مرکزی تشکیل می‌شد. در تئوری قرار بود «دفتر سیاسی کمیته مرکزی» به عنوان مشاور سیاسی کمیته مرکزی باشد که توسط خود این کمیته انتخاب می‌شود تا بین جلسات کمیته حزب را رهبری کند. دفتر سیاسی به کمیته مرکزی پاسخ‌گو بود و انتخاب و عزل آن به عهدهٔ این کمیته بود.
در عمل اما دفتر سیاسی، کمیته را زیر نفوذ داشت و اکثر تصمیمات مهم سیاسی را می‌گرفت و نقشی مهم‌تر از کنگرهٔ حزب، شورای عالی و کمیته مرکزی داشت. کنترل این نهاد از حزب به درون خود دولت نیز کشیده شد زیرا اکثر کارمندان حزب مهم‌ترین پست‌های دولت را هم در اختیار داشتند و با نظم حزبی موجود نقش سیاست‌های دفتر سیاسی در تعیین روند سازمان‌های دولتی نیز تضمین شده بود. یکی از مثال‌هایی که کمیته مرکزی بر هیئت رئیسه (نام دفتر سیاسی در آن سال‌ها) فائق آمد شکست «گروه ضد حزب» در ۱۹۵۸ بود.
لنین در ۱۹۱۷ دفتر سیاسی را پایه‌گذاری کرد تا انقلاب را را نمایی کند و پس از کنگرهٔ هشتم حزب در ۱۹۱۹ این نهاد عملاً به مرکز قدرت سیاسی در شوروی تبدیل شد. اولین دفتر سیاسی حزب تنها ۵ عضو داشت: لنین، لئون تروتسکی، ژوزف استالین، لو کامنف و نیکولای کرستینسکی. گرچه در تئوری دفتر سیاسی از پایین انتخاب می‌شد اما عملاً اعضای کلیدی دفتر سیاسی شدیداً در تصمیمات حزبی تأثیرگذار بودند.
تحت رهبری استالین پروسه‌ای که در آن رهبری حزب انتخاب می‌شد کاملاً به موضوعی هرمی تبدیل شد که عملاً دبیرکل (یعنی استالین) ترکیب دفتر سیاسی و حتی کمیته مرکزی را انتخاب می‌کرد. در سال ۱۹۳۴، از ۱۳۹ عضو کمیته مرکزی حزب کمونیست اتحاد شوروی، ۹۸ نفر دستگیر و بیشتر آن‌ها در پاکسازی بزرگ، تیرباران شدند.
دفتر سیاسی اعضای کامل یا نامزد (بدون حق رای) داشت و اندازهٔ آن در دوره‌های مختلف متفاوت بود. اما معمولاً از ۱۴ عضو کامل و هشت عضو نامزد تشکیل می‌شد. گرچه دفتر سیاسی صدر رسمی نداشت اما دبیرکل حزب همیشه نقش اصلی در دفتر سیاسی را نیز داشت. عملاً قدرت‌مندترین اعضای دفتر سیاسی آنانی بودند که در ضمن عضو دبیرخانهٔ کمیته مرکزی حزب نیز بودند و دبیرکل حزب نیز قوی‌ترین عضو دفتر سیاسی به‌شمار می‌آمد. اگر کسی تنها در یکی از این دو نهاد عضو بود از نفوذ چندانی برخوردار نبود. در تاریخ اکثر اعضای دفتر سیاسی مرد بوده‌اند و به ندرت زنی عضو این نهاد بوده‌است.
در سال ۱۹۹۰ کنگرهٔ بیست و هشتم حزب قدرت دفتر سیاسی را به پارلمان منتقل کرد و از اوت ۱۹۹۱ دفتر سیاسی منحل شد.